# エマ・ドゥ・コーヌ
エマ・ドゥ・コーヌ（Emma de Caunes、1976年9月9日 - ）は、フランス共和国の女優。

## 来歴
フランスのパリにおいて俳優のアントワーヌ・ドゥ・コーヌとドキュメンタリー作家のガエル・ロワイエの間に生まれる。
1997年にシルヴィ・ヴェレイドの「Un frère」で注目を集め、同年ジャン＝ポール・サロメの「Restons groupés」で主演を務める。
2000年にシルヴィ・ヴェレイドの「Princesses」、オリヴィエ・ジャハーンの「Faites comme si je n'étais pas là」に出演。2002年にはアラン・シャバの「Astérix et Obélix : Mission Cléopâtre」に出演している。 

## 私生活
2001年に歌手のシンクレア（本名マチュー・ブラン）と結婚。2002年に娘ニーナが誕生した。2005年に離婚、2011年にジェイミー・ヒューレットと結婚した。

## 主な出演作品
- 1997年 ： Un frère
- 1997年 ： Restons groupés
- 1999年 ： モンディアリート Mondialito (ＮＨＫ教育２で放映)
- 2000年 ： Faites comme si je n'étais pas là
- 2000年 ： Princesses
- 2002年 ： Astérix et Obélix : Mission Cléopâtre
- 2004年 ： ジョルジュ・バタイユ　ママン Ma mère
- 2006年 ： 恋愛睡眠のすすめ La Science des rêves
- 2006年 ： 潜水服は蝶の夢を見るLe Scaphandre et le Papillon
- 2007年 ： Mr.ビーン カンヌで大迷惑?! Les Vacances de Mr. Bean